# Шундук (хутор)
Шундук — хутор в Теучежском районе Республики Адыгея России.
Входит в состав Понежукайского сельского поселения.

## География
Расположен на правом берегу одноимённой реки.

## Население
| 2002 | 2010 | 2013 | 2014 | 2015 | 2016 | 2017 |
| ---- | ---- | ---- | ---- | ---- | ---- | ---- |
| 7    | ↗17  | →17  | ↘16  | ↗17  | →17  | →17  |
| 2018 | 2019 | 2020 | 2021 | 2023 | 2024 |      |
| →17  | ↘16  | ↘15  | ↘14  | →14  | →14  |      |

По данным Всероссийской переписи населения 2021 года:
| Народ   | Численность, чел. | Доля от всего населения, % |
| ------- | ----------------- | -------------------------- |
| русские | 14                | 100,0 %                    |
| всего   | 14                | 100,0 %                    |